# Преласко
Преласко (словен. Prelasko) — поселення в общині Подчетртек, Савинський регіон, Словенія. Висота над рівнем моря: 197,3 м.